# Rubus simplex
Rubus simplex är en rosväxtart som beskrevs av Wilhelm Olbers Focke. Rubus simplex ingår i släktet rubusar, och familjen rosväxter. Inga underarter finns listade i Catalogue of Life.